# Bruno Giorgi
Bruno Giorgi (Mococa, 13 de agosto de 1905 – Rio de Janeiro, 7 de setembro de 1993) foi um escultor e professor brasileiro.

## Biografia

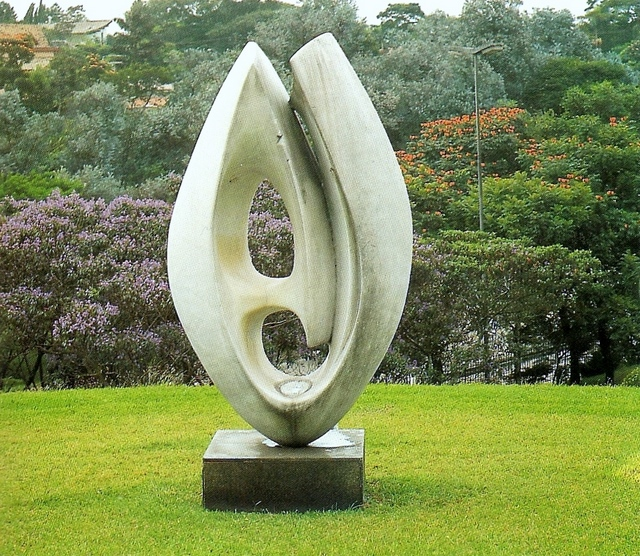
Escultura, 1970 (mármore; altura: 309 cm)
Bruno Giorgi (1905-1993)

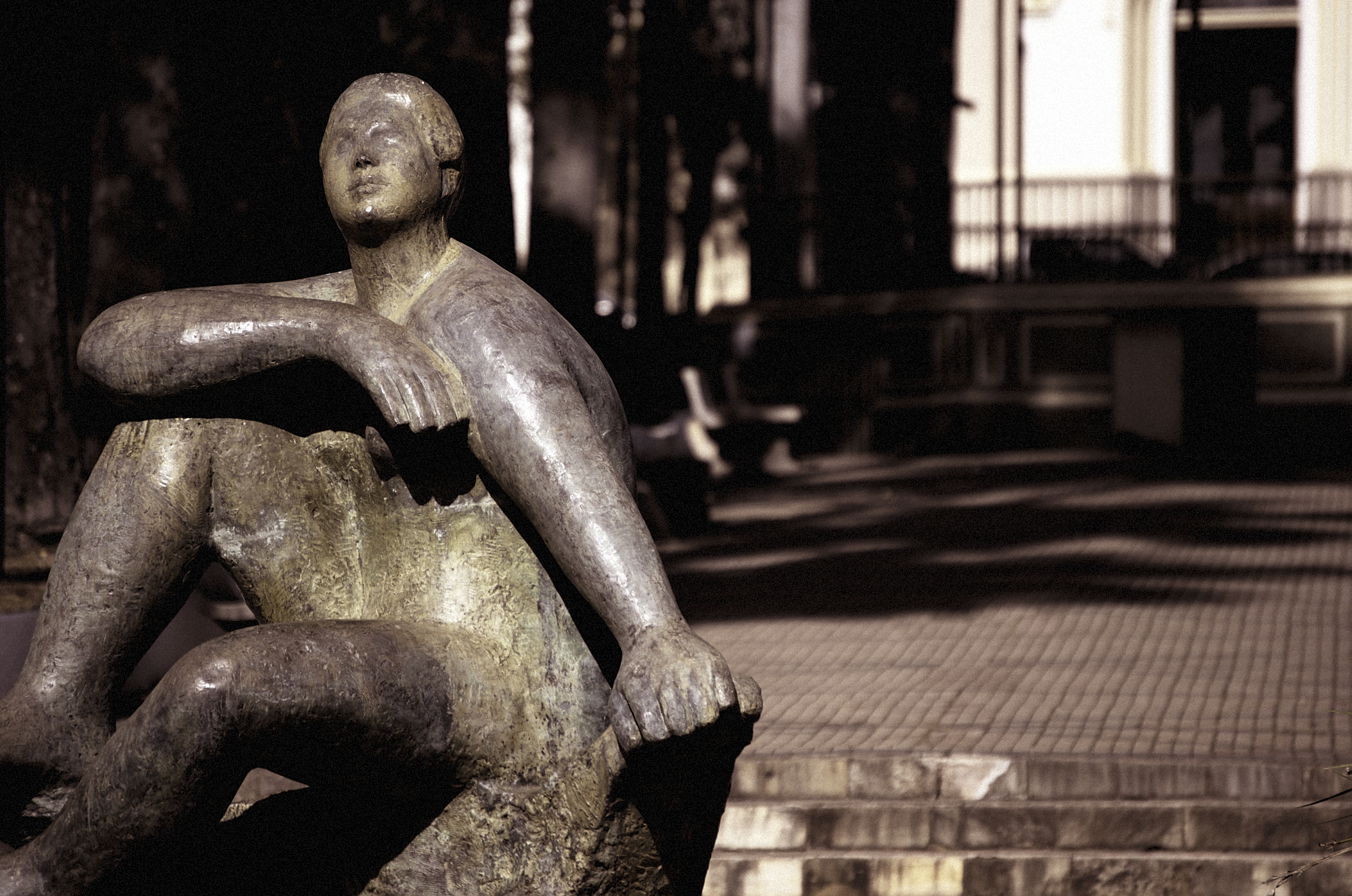
A mulher de Mococa, escultura de Bruno Giorgi, na praça Marechal Deodoro, em frente ao gabinete da prefeitura de Mococa

Filho de imigrantes italianos Ferdinando Giorgi e Pia Hirsch, em 1911 vai à terra de seus pais e, em Roma, dedica-se à escultura. Na década de 1920, durante o fascismo italiano, Bruno Giorgi torna-se membro da resistência e é preso em Nápoles.

Participa na Guerra Civil Espanhola ao lado dos republicanos, mas, "no interesse da própria luta", permanece em Paris (1937) e frequenta a Académie de la Grande Chaumière e a Ranson, tendo sido, nessa última, aluno de Aristide Maillol, que passa a orientá-lo. Conviveu com Henry Moore, Marino Marini e Charles Despiau.

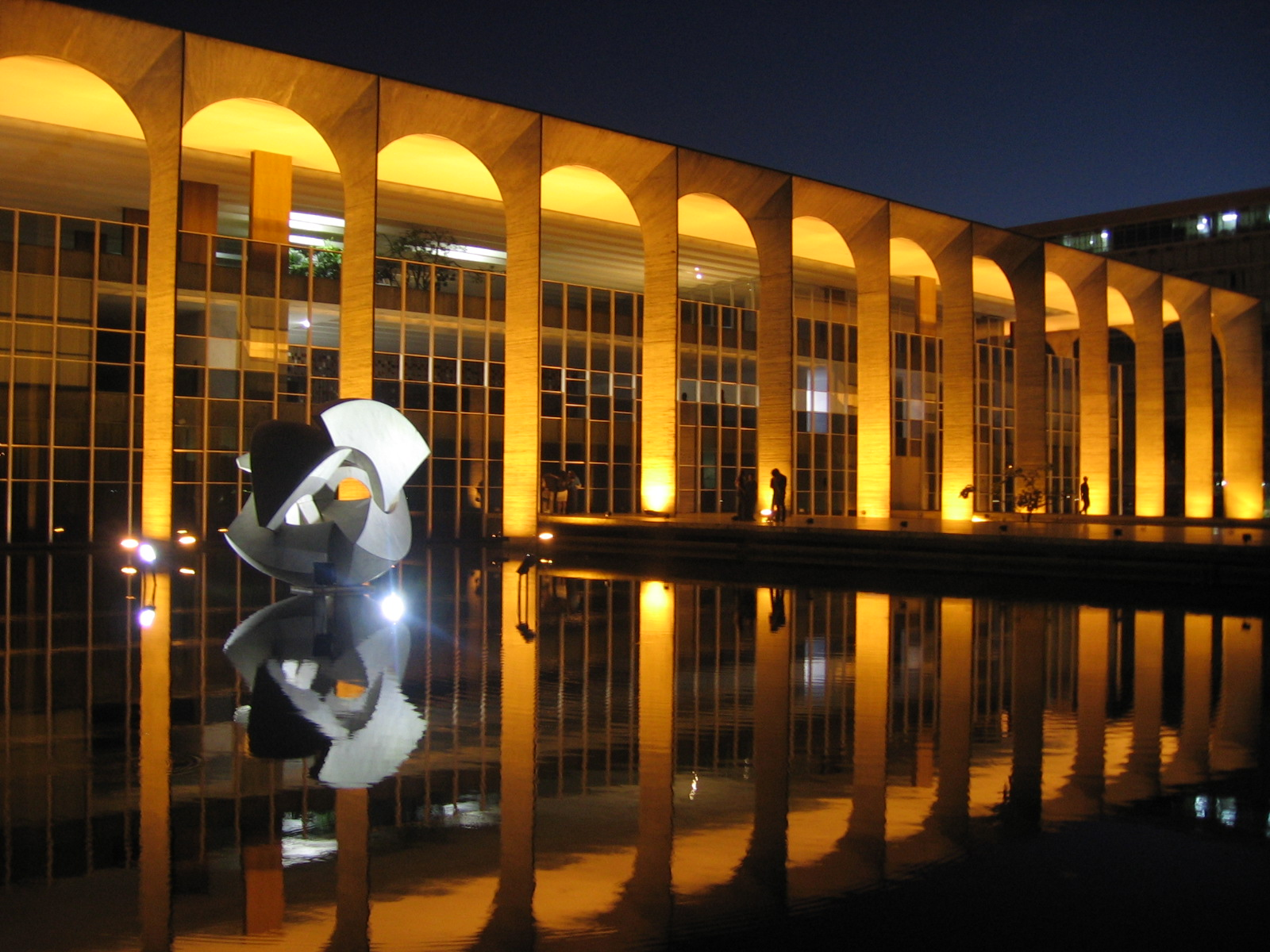
Meteoro, escultura de 1967/1968

Em 1939, de volta a São Paulo, integra-se ao movimento modernista brasileiro ao lado de Vitor Brecheret e Mário de Andrade. Trabalhou com os artistas do Grupo Santa Helena e participou da exposição do grupo Família Artística Paulista.

Em 1942, a convite do ministro Gustavo Capanema, participou da equipe que decorou o prédio do Ministério da Educação e Saúde (atual Palácio da Cultura), no Rio de Janeiro. Seu trabalho foi feito para o jardim do ministério, planejado pelo paisagista Burle Marx.

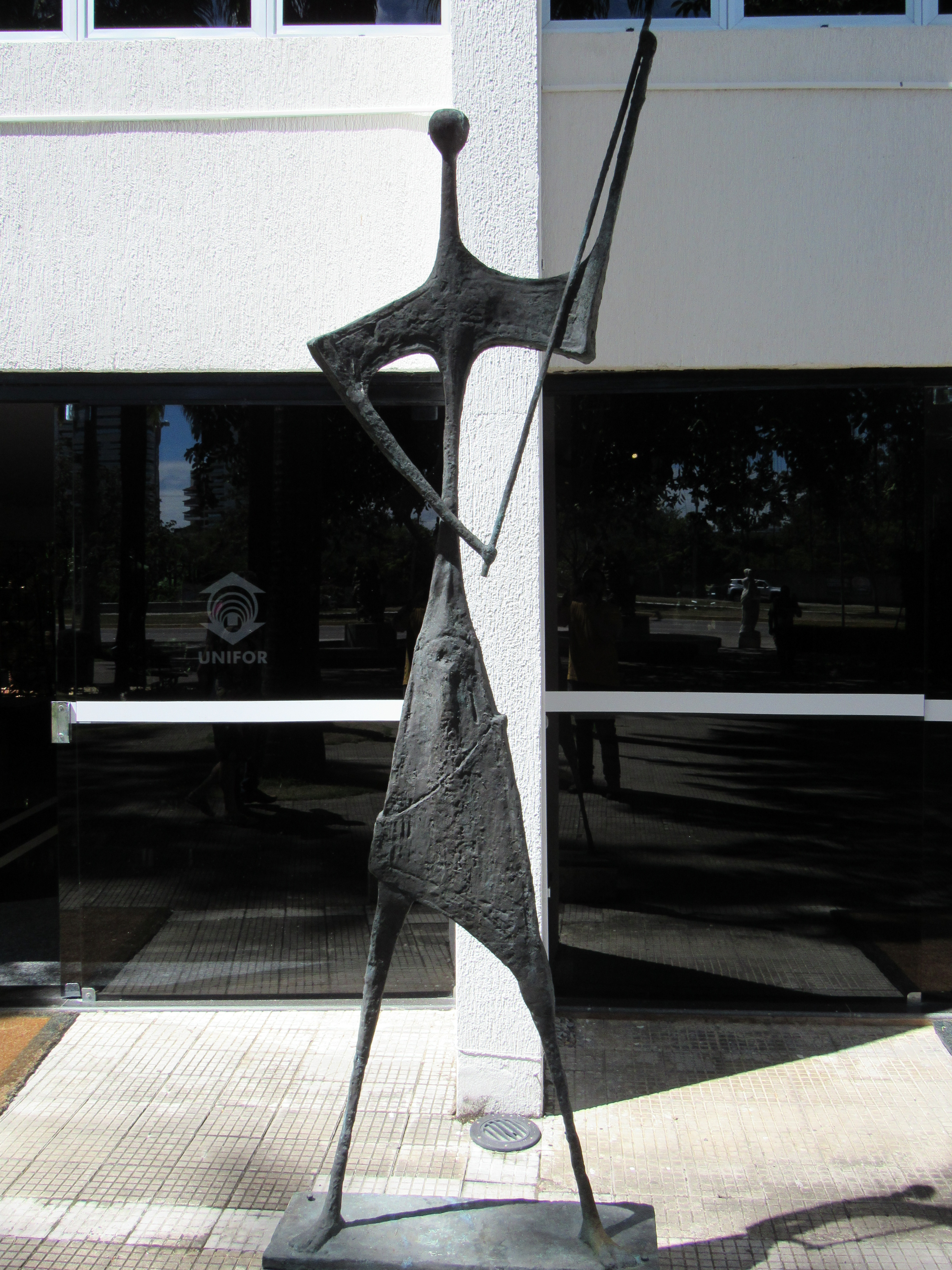
Escultura de Bruno Giorgi no Campus da Universidade de Fortaleza (Unifor)

Na década de 1950, suas obras passaram a valorizar o ritmo, o movimento, os vazios e a harmonizar linhas curvas e formas angulares. Já no fim dessa década, Giorgi passou a usar o bronze, criando figuras delgadas, em que os vazios são parte integrante da escultura, predominando frequentemente sobre as massas. Em 1960, ele fez o Monumento ao Padre José de Anchieta, em San Cristóbal de La Laguna, Tenerife, Espanha. Foi financiada pela cidade de La Laguna e pelo Governo do Brasil. Na década seguinte, duas inovações apareceram em sua obra: a forma geométrica, em lugar das figuras, e o mármore branco, em lugar do bronze.

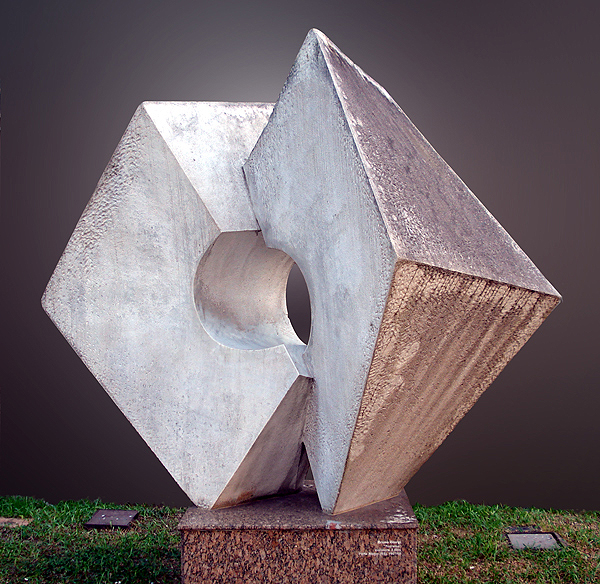
Teorema, mármore, 1967-68

## Obras
Entre as suas obras, as mais conhecidas são "Os Candangos" e "Meteoro".
- Monumento à Juventude Brasileira, 1947, nos jardins do Ministério da Educação e Saúde, atual Palácio da Cultura, no Rio de Janeiro;
- Os Guerreiros, conhecida popularmente como Os Candangos, 1959,[5] na Praça dos Três Poderes, Brasília;
- Monumento à Cultura, 1965, na Praça Edson Luís, na Universidade de Brasília;
- Meteoro, 1968, no lago do edifício do Ministério das Relações Exteriores, em Brasília;
- Integração, 1989, no Memorial da América Latina, em São Paulo.
- A Mulher de Mococa, 1983, na Praça Marechal Deodoro, em Mococa.[6]